# ديزي رسكال
دايلن كوابينا ميلس (Daylan Kwabena Mills) و يعرف أكثر في الوسط الفني باسم ديزي رسكال (Dizzee Rascal) من مواليد 18 سبتمبر 1984.هو مغنيهيب هوب ومنتج أغاني إنجليزي بدأ مشواره الموسيقي منذ سنة 2000.

## روابط خارجية
- ديزي رسكال على موقع IMDb (الإنجليزية)
- ديزي رسكال على موقع ميوزك برينز (الإنجليزية)
- ديزي رسكال على موقع رولينغ ستون (الإنجليزية)
- ديزي رسكال على موقع إن إن دي بي (الإنجليزية)
- ديزي رسكال على موقع أول ميوزيك (الإنجليزية)
- ديزي رسكال على موقع ديسكوغز (الإنجليزية)
- ديزي رسكال على موقع ديسكوغز (الإنجليزية)
- ديزي رسكال على موقع قاعدة بيانات الفيلم (الإنجليزية)